# دوریان یتس
دوریان یتس (انگلیسی: Dorian Yates) بدنساز اهل انگلستان است. دوریان در ۱۹ آوریل سال ۱۹۶۲ در سولیهال به دنیا آمد و در مزرعه‌ای در هرلی، از توابع کینگزبریِ وارویک‌شر زندگی کرده و بزرگ شد. مادر او مربی اسب سواری بود که به همراه خواهر دوریان به خرید و فروش اسب و نیز شرط بندی بر روی آن‌ها می‌پرداختند. او برای اولین بار در سن ۲۱ سالگی در مسابقات رسمی پرورش اندام شرکت کرد. یتس تنها ورزشکار حرفه‌ای انگلستان است که دردهۀ نود میلادی شش بار موفق شد جایزهٔ حرفه‌ای مستر المپیا را کسب کند. او در سال ۱۹۹۸ از دنیای حرفه‌ای ورزش خداحافظی کرد و پس از آن شرکتی به نام خود تاسیس کرد که در آن تولید مکمل می‌کند.
وی توانست برای اولین بار در تاریخ بدنسازی انقلابی در حجم عضلات ایجاد کند و آغاز گر بدنهای حجیم و غول آسا بود .